# Башня святого Константина
Башня святого Константина — памятник средневековой военной архитектуры в Феодосии. Построена в 1382 году, перестраивалась в 1443 году и позже — турками-османами.
Объект культурного наследия народов России федерального значения, охраняется государством.

## История

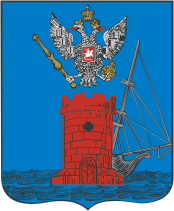
Герб Феодосии 1844 года с башней

Среди многих башен в оборонительной системе Кафы эта была одной из ключевых. Она замыкала внешний пояс оборонительной линии. От башни св. Константина она шла к горе Митридат, потом спускалась к морю, обходя полукругом город. Перед крепостной стеной пролегал глубокий ров, через который перед воротами были переброшены мосты.
Во время осады или какой-либо опасности мосты поднимались и крепились к мощным железным воротам. С наступлением сумерек ворота закрывались, и жизнь в городе замирала. Утром они открывались под звуки магометанских молитв.
Башня называлась также арсенальной, так как в ней хранились запасы оружия — алебарды, шпаги, арбалеты, копья, стрелы, каменные ядра и прочее. Стратегическое значение башни Константина было таково, что её начальник присылался, как и консул, из Генуи, и сменялся ежегодно. Недалеко от башни располагались главные крепостные ворота, носившие при генуэзцах имя Георгия Победоносца, а при турках с 1475 года — Агли-Капу (Ворота всадника).
Напротив ворот через ров, наполненный водой, был перекинут мост, построенный, как и ворота, в 1467 году при консуле Калочеро где Гвизальфе. В 1890 году была найдена каменная плита с гербами консула и Генуи, которая восхваляет деяния этого консула в укреплении участка крепости и сооружении фонтана.
Башня Константина не раз реконструировалась в XV—XVII веках. До прибрежной стены (башня находилась у самого среза морского берега) был пристроен каменный откос, который оберегал её от размыва штормовыми волнами и отбойной стенкой, которая одновременно служила защитой от пушечных ядер. В XV веке турки построили рядом с башней полукруглый бастион — барбакан, возле ворот был построен форт.
Изображение башни было помещено на гербе Феодосии в 1844 году. Как составная часть городского герба башня Константина часто встречается на почтовых марках, конвертах и значках.

## Архитектура

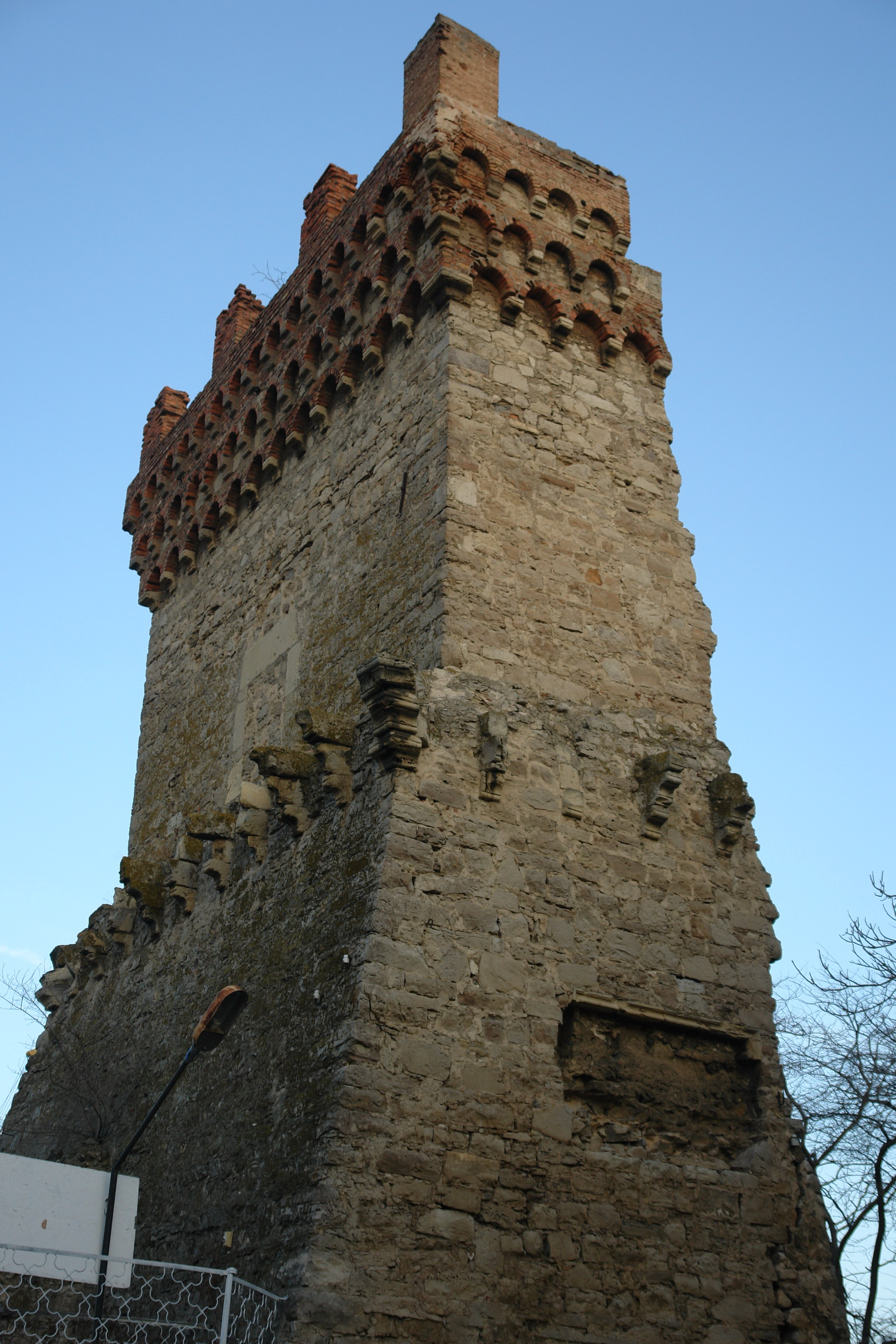
Современное состояние башни

Башня Константина была двухъярусной, четырёхсторонней.  Сохранились три стены башни — восточная северная и часть западной. Южная сторона не уцелела, также как и межэтажные балочные перекрытия из прочной древесины — дуба и бука. Сложена башня из местного камня-известняка, толщина стен доходила до 2 метров.
Башня увенчана тройным аркатурным поясом и шипами-мерлонами, покрывавшими стрелков-лучников и арбалетчиков во время защиты крепости, и крестовым стрельчатым сводом, фрагменты которого сохранились в углах верхнего помещения. На северной стене сохранилась заложенная дверь, которая вела из помещения верхнего яруса на машикули, от которых сохранились лишь резные кронштейны на западной и северной стенах.
В 1898 году при реставрации башни были восстановлены зубцы-мерлоны из кирпича. В годы Великой Отечественной войны башня и зубцы пострадали от обстрела. Часть шипов была разрушена. В 1958 году была проведена ещё одна реставрация.